# Nekrolog 2. Quartal 1934
Nekrolog
◄◄
| ◄
| 1930
| 1931
| 1932
| 1933
| 1934 | 1935 | 1936 | 1937 | 1938 | ► | ►►
1. Quartal |
2. Quartal |
3. Quartal |
4. Quartal 1934
Weitere Ereignisse | Allgemeiner Nekrolog 1934
Die Beschreibung der verstorbenen Person sollte so kurz wie möglich gehalten sein und nur deren signifikante Tätigkeit(en) enthalten.
Neue Namen ggf. auch unter dem Geburts- und Sterbedatum, also etwa unter 1. Januar und im Geburts- und Sterbejahr (2024) eintragen (nur bei entsprechender großer Wichtigkeit). Für Beispiele siehe die schon vorhandenen Artikel.
Außerdem über die fünf zuletzt Verstorbenen, zu denen es einen ausreichend guten Artikel für eine Präsentation auf der Hauptseite gibt, nach der todesbedingten Überarbeitung der Artikel ggf. auch unter Wikipedia Diskussion:Hauptseite informieren und sie am besten auch in den anderen Wikipedia-Sprachversionen eintragen. Tipp: Regelmäßig bei news.google.de nach „ist tot“, „gestorben“ oder „verstorben“ suchen.
Wenn eine Person gestorben ist, gibt es viele Seiten zu dieser Person in der Wikipedia, die davon auch betroffen sind und entsprechend aktualisiert werden müssen. Beispiele: Namenübersichtsseite, Geburtsjahr, Geburtsort-Seiten und viele mehr.
Wie finde ich die betroffenen Seiten?
Im Suchfeld auf der linken Seite gibt man den Suchbegriff so ein: „Vorname Nachname“. Dann klickt man auf Volltext und alle Seiten mit entsprechendem Suchtext werden aufgerufen. Hier sieht man dann schnell, wo auch das Todesjahr Sinn macht oder sogar ein Teil des Artikels angepasst werden muss. Auch hilft das „Werkzeug“ auf der linken Seite sehr gut, um solche Seiten aufzufinden: „Links auf diese Seite“. Somit ist die Wikipedia wieder aktuell in allen Bereichen! Hinweis: bei Eintragung der Kategorie „Gestorben JAHR“ wird der Missbrauchsfilter 49 ausgelöst, was jedoch nicht schlimm ist. Siehe: Spezial:Missbrauchsfilter/49
Dies ist eine Liste von im zweiten Quartal 1934 verstorbenen bekannten Persönlichkeiten. Die Einträge erfolgen innerhalb der einzelnen Daten alphabetisch sortiert. Tiere sind im Nekrolog für Tiere zu finden.

## April
| Tag       | Name                                 | Beruf, bekannt als                                                                                  | Alter | Beleg |
| --------- | ------------------------------------ | --------------------------------------------------------------------------------------------------- | ----- | ----- |
| 1. April  | Wilhelmina Böhl                      | österreichisch-niederländische Malerin, Zeichnerin und Grafikerin                                   | 56    |       |
| 1. April  | Cuthbert Butler                      | englischer Benediktinerabt und Historiker                                                           | 75    |       |
| 1. April  | Otto Pilz                            | deutscher Bildhauer                                                                                 | 57    |       |
| 1. April  | Edward W. Pou                        | US-amerikanischer Politiker                                                                         | 70    |       |
| 2. April  | Max Carstanjen                       | deutscher Maschinenbau-Ingenieur und Wirtschafts-Manager                                            | 77    |       |
| 2. April  | Henriette Hahn-Brinckmann            | dänisch-deutsche Kunstmalerin                                                                       | 71    |       |
| 2. April  | Curt Heinke                          | deutscher Heimatgeologe und Lehrer                                                                  | 44    |       |
| 2. April  | Hermann Reuter                       | deutscher Wasserbauingenieur                                                                        | 63    |       |
| 3. April  | Frederick Christian                  | britischer Cricketspieler                                                                           | 66    |       |
| 3. April  | Arthur Rösel                         | deutscher Komponist, Geiger, Arrangeur und Dirigent                                                 | 74    |       |
| 3. April  | Georg Seibt                          | deutscher Hochfrequenztechniker und Unternehmer                                                     | 59    |       |
| 3. April  | Hans von Tresckow                    | deutscher Kriminalbeamter                                                                           | 67    |       |
| 3. April  | Hermann Voß                          | deutscher Politiker (NSDAP), MdR, MdL                                                               | 41    |       |
| 4. April  | Salvatore Di Giacomo                 | italienischer Dichter, Dramatiker und Essayist                                                      | 74    |       |
| 4. April  | Braulio Dueño Colón                  | puerto-ricanischer Komponist                                                                        | 80    |       |
| 4. April  | Gerhard Ficker                       | deutscher Theologe und Kirchenhistoriker                                                            | 69    |       |
| 4. April  | Lettice Floyd                        | englisch-britische Suffragette                                                                      | 68    |       |
| 4. April  | Arina Hugenholtz                     | niederländische Malerin                                                                             | 86    |       |
| 4. April  | Ernst Neubauer                       | deutscher Archivar und Bibliothekar                                                                 | 68    |       |
| 4. April  | Hansi Niese                          | österreichische Schauspielerin und Operettensängerin (Sopran)                                       | 58    |       |
| 4. April  | Pierantonio Tasca                    | italienischer Komponist                                                                             | 70    |       |
| 5. April  | Richard von Bötticher                | preußischer Landrat                                                                                 | 78    |       |
| 5. April  | Elisabeth Büttner                    | deutsche Porträt- und Landschaftsmalerin sowie Pädagogin                                            | 80    |       |
| 5. April  | Heinrich Eidam                       | deutscher Obermedizinalrat                                                                          | 84    |       |
| 5. April  | Bernhard Goesch                      | deutscher evangelisch-lutherischer Geistlicher und Autor                                            | 53    |       |
| 5. April  | Archibald Byron Macallum             | kanadischer Biochemiker                                                                             | 75    |       |
| 5. April  | Oscar Miller                         | Schweizer Papierfabrikant, Kunstsammler, Mäzen, Donator, Autor und Politiker                        | 71    |       |
| 5. April  | Jirō Satō                            | japanischer Tennisspieler                                                                           | 26    |       |
| 6. April  | Louis Boutan                         | französischer Biologe                                                                               | 75    |       |
| 6. April  | Dixie Kid                            | US-amerikanischer Boxer                                                                             | 50    |       |
| 6. April  | Ismael Nery                          | brasilianischer Maler der Moderne                                                                   | 33    |       |
| 7. April  | Max Eduard Gottlieb Bartels          | deutsch-niederländischer Ornithologe                                                                | 63    |       |
| 7. April  | Karl von Einem                       | preußischer Generaloberst, Kriegsminister und Heerführer im Ersten Weltkrieg                        | 81    |       |
| 7. April  | Mattie Hite                          | US-amerikanische Bluessängerin                                                                      | 44    |       |
| 7. April  | Lydia Potechina                      | russische Schauspielerin                                                                            | 50    |       |
| 7. April  | Heinz Prüfer                         | deutscher Mathematiker und Hochschullehrer                                                          | 37    |       |
| 7. April  | Ludwig Roebel                        | deutscher Ingenieur und Erfinder                                                                    | 55    |       |
| 7. April  | Béatrice de Rothschild               | französische Kunstsammlerin und Mäzenin                                                             | 69    |       |
| 8. April  | Frank C. Mars                        | Erfinder des Schokoriegels Mars                                                                     | 50    |       |
| 8. April  | Władysław Skoczylas                  | polnischer Maler, Grafiker, Holzschneider, Bildhauer und Pädagoge                                   | 51    |       |
| 9. April  | Gustav Aufschläger                   | deutscher Sprengstoffchemiker und Unternehmensführer                                                | 81    |       |
| 9. April  | Matthäus Bauchinger                  | österreichischer Geistlicher und Politiker (CS), Landtagsabgeordneter                               | 82    |       |
| 9. April  | Wilhelm August Jurek                 | österreichischer Kapellmeister und Komponist                                                        | 63    |       |
| 9. April  | Rudolf Koch                          | deutscher Kalligraf, Typograf und Lehrer                                                            | 57    |       |
| 9. April  | W. W. McDowell                       | US-amerikanischer Diplomat und Politiker                                                            | 67    |       |
| 9. April  | Jan Mergelkamp                       | deutscher Theaterschauspieler und Opernsänger (Bariton)                                             |       |       |
| 9. April  | Oskar von Miller                     | deutscher Ingenieur und Begründer des Deutschen Museums                                             | 78    |       |
| 10. April | Max Buchner                          | deutscher Chemiker und Wirtschaftsführer                                                            | 67    |       |
| 11. April | John Collier                         | britischer Schriftsteller und Maler                                                                 | 84    |       |
| 11. April | Marija Fjodorowa                     | russische bzw. finnische Malerin                                                                    | 75    |       |
| 11. April | Gerald du Maurier                    | englischer Theaterintendant, Bühnen- und Filmschauspieler                                           | 61    |       |
| 11. April | Franz Meyer                          | deutscher Mathematiker                                                                              | 77    |       |
| 11. April | Alfredo Zayas y Alfonso              | Präsident von Kuba (1921–1925)                                                                      | 72    |       |
| 12. April | Alfred von Bake                      | preußischer Beamter                                                                                 | 80    |       |
| 12. April | Franz Breisig                        | deutscher Fernmeldetechniker                                                                        | 65    |       |
| 12. April | Thaddeus Cahill                      | amerikanischer Erfinder und Geschäftsmann                                                           | 66    |       |
| 12. April | Francesco Cherubini                  | italienischer Geistlicher, römisch-katholischer Erzbischof und Diplomat des Heiligen Stuhls         | 68    |       |
| 12. April | Bernhard Escher                      | deutscher Unternehmer                                                                               |       |       |
| 12. April | Joseph Räber                         | Schweizer Verleger der katholischen Presse und Buchdrucker                                          | 73    |       |
| 12. April | Heinrich Wilhelm Konrad Seegers      | deutscher Unternehmer und Politiker                                                                 | 71    |       |
| 13. April | Richard P. Ernst                     | US-amerikanischer Politiker                                                                         | 76    |       |
| 13. April | João Ribeiro                         | brasilianischer Schriftsteller, Journalist, Philologe und Maler                                     | 73    |       |
| 13. April | Emil Ungar                           | deutscher Pädiater und Rechtsmediziner                                                              | 84    |       |
| 13. April | George Spencer Watson                | britischer Maler                                                                                    | 64    |       |
| 14. April | Karl Dane                            | dänisch-amerikanischer Schauspieler                                                                 | 47    |       |
| 14. April | Julius Hitzel                        | deutscher Architekt und Erzbischöflicher Baurat                                                     | 56    |       |
| 14. April | Reinhold Kraetke                     | preußischer Staatssekretär des Reichspostamtes                                                      | 88    |       |
| 14. April | Paul Martell                         | deutscher Schriftsteller und Redakteur                                                              | 54    |       |
| 14. April | Edwin Vernon Morgan                  | US-amerikanischer Diplomat                                                                          | 69    |       |
| 14. April | Gustav Voigts                        | deutscher Kaufmann und ein früher Siedler in Namibia (Deutsch-Südwestafrika)                        |       |       |
| 15. April | Otto Hermann Brandt                  | deutscher Pädagoge, Historiker und Sprachwissenschaftler                                            | 51    |       |
| 15. April | Ernst Lindig                         | deutscher Zinngießer und Konservator                                                                | 64    |       |
| 15. April | Franz Xaver Tobisch                  | katholischer Geistlicher und Autor                                                                  | 68    |       |
| 16. April | John J. Blaine                       | US-amerikanischer Politiker                                                                         | 58    |       |
| 16. April | Nur Ahmad Jan Bughra                 | russisch-chinesischer Präsident der Zweiten Ost-Turkestanischen Republik, Marschall, Schriftsteller |       |       |
| 16. April | Shipley Erskine, 14. Earl of Buchan  | schottischer Adeliger                                                                               | 84    |       |
| 16. April | Ernst Lucht                          | deutscher Architekt und preußischer Baubeamter                                                      | 62    |       |
| 17. April | Hermann Gradl d.Ä.                   | deutscher Kunstmaler, Radierer, Bildhauer und Kunstgewerbler                                        | 64    |       |
| 17. April | Otto Maria Reis                      | deutscher Geologe und Paläontologe                                                                  | 72    |       |
| 17. April | Carl Schönfeld                       | österreichischer Schauspieler, Regisseur, Theaterdirektor und Schriftsteller                        | 80    |       |
| 17. April | Karl Schumacher                      | deutscher Archäologe und Museumsleiter                                                              | 73    |       |
| 18. April | August Amrhein                       | katholischer Geistlicher Rat, Kirchen- und Heimatforscher                                           | 86    |       |
| 18. April | Raffaele Garofalo                    | italienischer Jurist                                                                                | 82    |       |
| 18. April | Alfred Juergens                      | amerikanischer Maler                                                                                | 67    |       |
| 18. April | Fritz Ruß                            | österreichischer Theater- und Filmschauspieler beim deutschen Stummfilm                             | 70    |       |
| 18. April | Josef Waldl                          | österreichischer Politiker (CSP), Abgeordneter zum Nationalrat                                      | 81    |       |
| 19. April | Max Krause                           | deutscher Landwirt, Gutsbesitzer und Politiker, MdR                                                 | 74    |       |
| 19. April | Oskar Leuze                          | deutscher Althistoriker                                                                             | 59    |       |
| 19. April | Ewald Wüst                           | deutscher Geologe                                                                                   | 58    |       |
| 20. April | Charles Herbert Allen                | US-amerikanischer Politiker                                                                         | 86    |       |
| 20. April | Philipp Erlanger                     | deutscher Maler und Bildhauer                                                                       | 64    |       |
| 20. April | Hugolin Sattner                      | slowenischer Franziskanerpater und Komponist                                                        | 82    |       |
| 21. April | Eduard von Bonin                     | Gutsbesitzer und preußischer Politiker                                                              | 87    |       |
| 21. April | Paul Hinneberg                       | deutscher Historiker und Publizist                                                                  | 72    |       |
| 21. April | Johann Pölzer senior                 | österreichischer Politiker (SDAP), Landtagsabgeordneter, Abgeordneter zum Nationalrat               | 62    |       |
| 21. April | Carl Eberhard Taube von Odenkat      | schwedischer Graf und Schossvogt                                                                    | 79    |       |
| 21. April | Franz Thyriot                        | deutscher Architekt                                                                                 | 64    |       |
| 22. April | Josef Auer                           | deutscher Holzbildhauer                                                                             |       |       |
| 22. April | Nahum J. Bachelder                   | US-amerikanischer Politiker                                                                         | 79    |       |
| 22. April | Gustav von Bezold                    | deutscher Architekt und Kunsthistoriker                                                             | 85    |       |
| 22. April | Carlo Pedrazzini                     | Schweizer Automobilrennfahrer                                                                       | 24    |       |
| 22. April | Martin Venedey                       | badischer Jurist und Politiker (DDP)                                                                | 74    |       |
| 23. April | Carsten Egeberg Borchgrevink         | norwegischer Naturforscher und Polarreisender                                                       | 69    |       |
| 23. April | Anton Kaulbach                       | deutscher Künstler                                                                                  | 69    |       |
| 23. April | Franziska Kessel                     | deutsche Politikerin (KPD), MdR und Widerstandskämpferin                                            | 28    |       |
| 23. April | Max Peters                           | deutscher Verwaltungsjurist, Landrat in Allenstein                                                  | 55    |       |
| 24. April | Émile Chautard                       | französischer Schauspieler, Regisseur und Drehbuchautor der Stummfilmzeit                           | 69    |       |
| 24. April | Léopold Gottlieb                     | polnischer Maler                                                                                    | 54    |       |
| 24. April | Hans Liebstöckl                      | österreichischer Journalist und Schriftsteller                                                      | 62    |       |
| 24. April | Rudolf Pajér                         | österreichisch-ungarischer Admiral                                                                  | 75    |       |
| 24. April | Paul Shorey                          | US-amerikanischer Klassischer Philologe                                                             | 76    |       |
| 25. April | Otto Bobertag                        | deutscher Psychologe                                                                                | 55    |       |
| 25. April | Wilhelm Gemoll                       | deutscher Altphilologe                                                                              | 83    |       |
| 25. April | Josef Neuwirth                       | österreichischer Kunsthistoriker                                                                    | 78    |       |
| 25. April | Ernst Rychnovsky                     | österreichisch-böhmischer Musikwissenschaftler und Journalist                                       | 54    |       |
| 25. April | Jakob Schwalb                        | deutscher Priester, Geistlicher Rat, NS-Opfer                                                       | 61    |       |
| 25. April | Leo Uhl                              | Wiener Volkssänger, Genrehumorist, Schauspieler und Gastwirt                                        | 58    |       |
| 25. April | William S. Youngman                  | US-amerikanischer Politiker                                                                         | 62    |       |
| 26. April | Arturs Alberings                     | lettischer Politiker, Mitglied der Saeima und Ministerpräsident                                     | 57    |       |
| 26. April | Richard Bank                         | deutscher Verwaltungsjurist                                                                         | 67    |       |
| 26. April | Heinrich Braun                       | deutscher Chirurg                                                                                   | 72    |       |
| 26. April | Broncia Koller-Pinell                | österreichische Malerin                                                                             | 71    |       |
| 26. April | František Kordač                     | tschechoslowakischer Geistlicher, Erzbischof von Prag                                               | 82    |       |
| 26. April | Konstantin Konstantinowitsch Waginow | russischer Dichter                                                                                  | 34    |       |
| 26. April | Richard Wenzel                       | deutscher Maler                                                                                     | 44    |       |
| 27. April | Paul Esparbès                        | französischer Mittelstreckenläufer                                                                  | 38    |       |
| 27. April | Willy von Möllendorff                | deutscher Komponist                                                                                 | 62    |       |
| 28. April | Robert Chodat                        | Schweizer Botaniker und Algenforscher                                                               | 69    |       |
| 28. April | Charley Patton                       | US-amerikanischer Bluesmusiker                                                                      |       |       |
| 29. April | Phanor Breazeale                     | US-amerikanischer Politiker                                                                         | 75    |       |
| 29. April | Georg Hesselbarth                    | sächsischer Generalleutnant                                                                         |       |       |
| 29. April | Wilhelm von Lympius                  | deutscher Verwaltungsbeamter und Richter                                                            | 63    |       |
| 29. April | Wilibald von Schulenburg             | deutscher Landschaftsmaler und Volkskundler                                                         | 87    |       |
| 30. April | Cölestin Baumgartner                 | Benediktiner, Abt des Stiftes Lambach (1890–1929)                                                   | 90    |       |
| 30. April | Eugen Gaus                           | deutscher Lehrer und Heimatforscher                                                                 | 84    |       |
| 30. April | Wilhelm Ginzkey                      | österreichischer Unternehmer                                                                        | 77    |       |
| 30. April | Friedrich Mensching                  | deutscher Landwirt und Politiker (NSDAP), MdL                                                       | 59    |       |
| 30. April | Hugh L. Scott                        | US-amerikanischer General                                                                           | 80    |       |
| 30. April | William Henry Welch                  | US-amerikanischer Mediziner                                                                         | 84    |       |

## Mai
| Tag     | Name                                   | Beruf, bekannt als                                                                                             | Alter | Beleg |
| ------- | -------------------------------------- | --- | ----- | ----- |
| 1. Mai  | Viktor Apfelbeck                       | österreichisch-jugoslawischer Entomologe und Museumskurator                                                    | 75    |       |
| 1. Mai  | Stanislaus von Dunin-Borkowski         | österreichischer Pädagoge, Kirchen-, Religions- und Philosophiehistoriker                                      | 69    |       |
| 1. Mai  | Paul Gustav Fischer                    | dänischer Maler                                                                                                | 73    |       |
| 2. Mai  | Max Friedlaender                       | deutscher Musikwissenschaftler                                                                                 | 81    |       |
| 2. Mai  | Emil Hallensleben                      | deutscher Jurist und Politiker (DVP), MdL                                                                      | 67    |       |
| 2. Mai  | Sergei Wassiljewitsch Lebedew          | russischer Chemiker                                                                                            | 59    |       |
| 2. Mai  | Annelise Rüegg                         | Schweizer Kommunistin                                                                                          | 55    |       |
| 3. Mai  | Pasquale Calapso                       | italienischer Mathematiker                                                                                     | 62    |       |
| 3. Mai  | Courtenay Morgan, 1. Viscount Tredegar | britischer Adliger, Militär und Politiker                                                                      | 67    |       |
| 3. Mai  | Georg Rolle                            | deutscher Sänger und Gesangspädagoge                                                                           | 78    |       |
| 3. Mai  | Franziska Rösel                        | österreichische Politikerin (CSP), Landtagsabgeordnete                                                         | 63    |       |
| 3. Mai  | William H. Woodin                      | US-amerikanischer Politiker                                                                                    | 65    |       |
| 4. Mai  | Edmund Edel                            | deutscher Grafiker, Karikaturist, Schriftsteller und Filmregisseur                                             | 70    |       |
| 4. Mai  | Marietta Himmelbaur                    | österreichische Pädagogin und Schulgründerin                                                                   | 75    |       |
| 4. Mai  | Philipp Walther                        | deutscher Forstwissenschaftler                                                                                 | 77    |       |
| 5. Mai  | Arthur Winkler von Hermaden            | Heeresoffizier der k.u.k. Armee, zuletzt im Range eines Feldmarschalleutnants                                  | 75    |       |
| 5. Mai  | Nakamura Kenkichi                      | japanischer Lyriker                                                                                            | 45    |       |
| 5. Mai  | Simon Miedema                          | niederländischer Bildhauer                                                                                     | 73    |       |
| 5. Mai  | Otto Nolte                             | deutscher Agrikulturchemiker                                                                                   | 47    |       |
| 5. Mai  | Heinrich Pattberg                      | deutscher Bergbau-Manager                                                                                      | 71    |       |
| 5. Mai  | Emma Simon                             | deutsche Schriftstellerin                                                                                      | 85    |       |
| 5. Mai  | Theodor Zachariae                      | deutscher Indologe                                                                                             | 83    |       |
| 6. Mai  | Maurice Boutmy                         | französischer Autorennfahrer                                                                                   | 56    |       |
| 6. Mai  | Wilhelm Wiesner                        | Bürgermeister von Bergedorf                                                                                    | 66    |       |
| 7. Mai  | Charly Jellen                          | österreichischer Rennfahrer                                                                                    |       |       |
| 8. Mai  | Étienne van Zuylen van Nyevelt         | niederländisch-belgischer Bankier, Geschäftsmann, Philanthrop, Reiter, Funktionär und Automobilenthusiast      | 73    |       |
| 9. Mai  | Ernst Reichel                          | deutscher Ingenieur und Hochschullehrer                                                                        | 76    |       |
| 9. Mai  | Max Schott                             | bayerischer Mllitärmusiker                                                                                     | 77    |       |
| 10. Mai | Wjatscheslaw Rudolfowitsch Menschinski | sowjetischer Revolutionär und Leiter des sowjetischen Geheimdienstes                                           | 59    |       |
| 10. Mai | Oskar Theodor Schweriner               | deutschamerikanischer Journalist und Schriftsteller                                                            | 60    |       |
| 10. Mai | Helene Thau                            | deutsche Lehrerin                                                                                              | 90    |       |
| 10. Mai | Anton Waller                           | deutscher Kunstmaler                                                                                           | 73    |       |
| 11. Mai | Orest Danilowitsch Chwolson            | russischer Physiker                                                                                            | 81    |       |
| 11. Mai | Blaise Diagne                          | senegalesisch-französischer Politiker, Mitglied der französischen Nationalversammlung, Bürgermeister von Dakar | 61    |       |
| 11. Mai | Lazare Sainéan                         | rumänischer Romanist mit Wirkungszeit in Frankreich                                                            | 75    |       |
| 11. Mai | Clotilde Schilling                     | deutsche Bildhauerin und Malerin                                                                               | 76    |       |
| 13. Mai | Ricco Langer                           | deutscher Schauspieler und Sänger                                                                              | 47    |       |
| 13. Mai | Johannes Gottfried Merkel              | deutscher Komponist und Musikpädagoge                                                                          | 73    |       |
| 13. Mai | Emil Richli                            | Schweizer Radrennfahrer                                                                                        | 29    |       |
| 13. Mai | Martin Schrenk                         | deutscher Luftfahrtingenieur und Flugzeugkonstrukteur                                                          | 37    |       |
| 13. Mai | Albert Sleeper                         | US-amerikanischer Politiker                                                                                    | 71    |       |
| 14. Mai | Robert Durrer                          | Schweizer Historiker, Kunsthistoriker und Archivar                                                             | 67    |       |
| 14. Mai | Erich Ludwig                           | deutscher Rugbyspieler                                                                                         | 55    |       |
| 14. Mai | Paul Mellmann                          | deutscher Schulleiter und Verbandsfunktionär                                                                   | 78    |       |
| 15. Mai | Wilhelm von Born-Fallois               | deutscher Verwaltungsbeamter und Rittergutsbesitzer                                                            | 55    |       |
| 15. Mai | Adolf Groth                            | deutscher Lehrer, Schriftsteller und Übersetzer                                                                | 79    |       |
| 15. Mai | Albert Zweck                           | deutscher Gymnasiallehrer                                                                                      | 77    |       |
| 16. Mai | Aristarch Apollonowitsch Belopolski    | russischer Astronom und Astrophysiker                                                                          | 79    |       |
| 16. Mai | Paul Darmstaedter                      | deutscher Historiker                                                                                           | 60    |       |
| 16. Mai | Ismael Gómez Fuentes                   | salvadorianischer Diplomat                                                                                     | 55    |       |
| 16. Mai | Auguste Hertzer                        | deutsche Krankenschwester, trug zum Aufbau des Gesundheitswesens in den Kolonien bei                           | 78    |       |
| 16. Mai | Kawamura Kiyoo                         | japanischer Maler                                                                                              | 81    |       |
| 16. Mai | Robert M. McCracken                    | US-amerikanischer Politiker                                                                                    | 60    |       |
| 17. Mai | Cass Gilbert                           | US-amerikanischer Architekt                                                                                    | 74    |       |
| 17. Mai | Herman A. Metz                         | US-amerikanischer Geschäftsmann und Politiker                                                                  | 66    |       |
| 17. Mai | Paul Pömpner                           | deutscher Fußballspieler                                                                                       | 41    |       |
| 17. Mai | Karl Vietor                            | deutscher Kaufmann                                                                                             | 73    |       |
| 18. Mai | Wilhelm Euler                          | deutscher Unternehmer (Papierfabrikant) und Landtagsabgeordneter im Großherzogtum Hessen                       | 87    |       |
| 18. Mai | James T. Harrison                      | US-amerikanischer Politiker                                                                                    | 85    |       |
| 18. Mai | Eugenie Hauptmann                      | deutsch-böhmische Malerin                                                                                      | 69    |       |
| 18. Mai | Bruno Schröder                         | deutscher Klassischer Archäologe                                                                               | 55    |       |
| 19. Mai | John Brinck                            | US-amerikanischer Ruderer                                                                                      | 25    |       |
| 19. Mai | Emmanuel Hannaux                       | französischer Bildhauer und Medailleur                                                                         | 79    |       |
| 19. Mai | Edward William Nelson                  | US-amerikanischer Naturforscher und Ethnologe                                                                  | 79    |       |
| 19. Mai | Robert Schmidt                         | deutscher Bauingenieur, Stadtplaner, Kommunalbeamter                                                           | 64    |       |
| 20. Mai | Ernst von Dobschütz                    | deutscher Theologe, Kirchenhistoriker und Geheimer Konsistorialrat                                             | 63    |       |
| 21. Mai | Franz Dülberg                          | deutscher Schriftsteller und Kunsthistoriker                                                                   | 61    |       |
| 21. Mai | Kataoka Naoharu                        | japanischer Politiker, Wirtschaftsmanager und Minister                                                         | 75    |       |
| 21. Mai | Francesco Meriano                      | italienischer Diplomat                                                                                         | 37    |       |
| 21. Mai | Harcourt J. Pratt                      | US-amerikanischer Politiker                                                                                    | 67    |       |
| 22. Mai | Joseph Dixon                           | US-amerikanischer Politiker                                                                                    | 66    |       |
| 22. Mai | Pekka Ervast                           | finnischer Autor                                                                                               | 58    |       |
| 22. Mai | Henri-Alexandre Junod                  | Schweizer evangelischer Theologe, Ethnologe, Sprachwissenschaftler und Südafrika-Missionar                     | 70    |       |
| 23. Mai | Simon L. Adler                         | US-amerikanischer Jurist und Politiker                                                                         | 66    |       |
| 23. Mai | Clyde Barrow                           | US-amerikanischer Krimineller                                                                                  | 25    |       |
| 23. Mai | Mihkel Martna                          | estnischer Politiker und Journalist                                                                            | 73    |       |
| 23. Mai | Bonnie Parker                          | US-amerikanische Kriminelle                                                                                    | 23    |       |
| 23. Mai | Bodo von Trott zu Solz                 | deutscher Verwaltungsjurist                                                                                    | 54    |       |
| 23. Mai | Werner Wedemeyer                       | deutscher Rechtswissenschaftler                                                                                | 63    |       |
| 24. Mai | Richard Buchmayer                      | deutscher Pianist und Musikhistoriker                                                                          | 78    |       |
| 24. Mai | John Hamilton, 1. Viscount Sumner      | britischer Jurist                                                                                              | 75    |       |
| 24. Mai | Wolfgang Hellmert                      | deutscher Schriftsteller                                                                                       | 27    |       |
| 24. Mai | Charles Lucien Léandre                 | französischer Illustrator, Karikaturist und Maler                                                              | 71    |       |
| 24. Mai | Brand Whitlock                         | US-amerikanischer Journalist, Schriftsteller, Jurist und Diplomat                                              | 65    |       |
| 25. Mai | Gustav Holst                           | britischer Komponist                                                                                           | 59    |       |
| 25. Mai | Anani Jawaschow                        | bulgarischer Pädagoge, Botaniker und Archäologe                                                                | 78    |       |
| 25. Mai | Wilhelm Riehm                          | deutscher Maschinenbauingenieur und Experte für Dieselmotoren                                                  | 48    |       |
| 25. Mai | William Bauchop Wilson                 | US-amerikanischer Politiker                                                                                    | 72    |       |
| 26. Mai | Alfons Maria von Neapel-Sizilien       | Mitglied des Hauses Bourbon                                                                                    | 93    |       |
| 26. Mai | Ernst Kleinhempel                      | deutscher Politiker (NLP), MdL (Königreich Sachsen)                                                            | 71    |       |
| 26. Mai | Francis Laur                           | französischer Bergbauingenieur, Industrieexperte, Fachautor und Politiker                                      | 89    |       |
| 26. Mai | Robert Samut                           | maltesischer Mediziner, Arzt und Komponist der Nationalhymne Maltas                                            | 64    |       |
| 26. Mai | Wilhelm Strecker                       | deutscher Kulturtechniker und Grünlandwissenschaftler                                                          | 76    |       |
| 26. Mai | Otto Wawrziniok                        | deutscher Maschinenbau-Ingenieur und Professor für Kraftfahrwesen an der TH Dresden                            | 61    |       |
| 27. Mai | Kokadorus                              | niederländischer Marktschreier                                                                                 | 67    |       |
| 27. Mai | Artur Maurer                           | estnischer Fußballspieler                                                                                      | 28    |       |
| 28. Mai | Leonhard Angerer                       | österreichischer Benediktiner, Lehrer und Naturforscher                                                        | 73    |       |
| 28. Mai | Eugenie Besserer                       | US-amerikanische Film- und Theaterschauspielerin                                                               | 65    |       |
| 28. Mai | Wilhelm Groos                          | deutscher Jurist                                                                                               | 85    |       |
| 28. Mai | Charles Frederick Hughes               | US-amerikanischer Admiral                                                                                      | 67    |       |
| 29. Mai | George F. Brumm                        | US-amerikanischer Politiker                                                                                    | 54    |       |
| 29. Mai | Nicolai Kiær                           | norwegischer Turner                                                                                            | 46    |       |
| 29. Mai | Augusto Pestana                        | brasilianischer Ingenieur und Politiker                                                                        | 66    |       |
| 30. Mai | Fritz Lengemann                        | deutscher Politiker (NSDAP), MdR                                                                               | 42    |       |
| 30. Mai | Júlia Lopes de Almeida                 | brasilianische Schriftstellerin                                                                                | 71    |       |
| 30. Mai | Tōgō Heihachirō                        | japanischer Admiral                                                                                            | 86    |       |
| 30. Mai | Karl Ulrichs                           | deutscher Theaterschauspieler, -regisseur und Intendant                                                        | 70    |       |
| 30. Mai | Josef Wasmer                           | deutscher Politiker (NSDAP), MdR und SA-Führer                                                                 | 32    |       |
| 31. Mai | Lew Cody                               | US-amerikanischer Theater- und Filmschauspieler                                                                | 50    |       |
| 31. Mai | Julius Meyer                           | deutscher Gewerkschafter und Politiker (SPD)                                                                   | 58    |       |
| 31. Mai | Hermann Scheihing                      | deutscher Konstrukteur und Unternehmer                                                                         | 43    |       |

## Juni
| Tag      | Name                                              | Beruf, bekannt als                                                                                 | Alter | Beleg |
| -------- | ------------------------------------------------- | -------------------------------------------------------------------------------------------------- | ----- | ----- |
| 1. Juni  | Anton Averkamp                                    | niederländischer Chorleiter und Komponist                                                          | 73    |       |
| 1. Juni  | Frida Fetzer                                      | deutsch-US-amerikanische baptistische Publizistin und Funktionärin                                 | 78    |       |
| 1. Juni  | Carl Lücke                                        | deutscher Verwaltungsbeamter, Parlamentarier und Richter                                           | 70    |       |
| 1. Juni  | Maurice Wilson                                    | englischer Abenteurer                                                                              | 36    |       |
| 2. Juni  | Paul G. McCorkle                                  | US-amerikanischer Politiker                                                                        | 70    |       |
| 2. Juni  | Josef Passy-Cornet                                | österreichischer Opernsänger (Bassbariton)                                                         | 70    |       |
| 2. Juni  | James Rolph                                       | US-amerikanischer Politiker                                                                        | 64    |       |
| 3. Juni  | Frank J. Corr                                     | US-amerikanischer Politiker                                                                        | 57    |       |
| 3. Juni  | Charles Mochet                                    | französischer Konstrukteur, der das Liegerad entwickelte                                           | 54    |       |
| 3. Juni  | Robert Schmid                                     | Schweizer Jurist und Politiker                                                                     | 67    |       |
| 4. Juni  | Hermann Bächtold                                  | Schweizer Historiker                                                                               | 52    |       |
| 5. Juni  | Hermann Epenstein                                 | deutsch-österreichischer Arzt, Großkaufmann und Burgherr                                           | 84    |       |
| 5. Juni  | Corrado Ricci                                     | italienischer Archäologe und Kunsthistoriker                                                       | 76    |       |
| 5. Juni  | Albert von Ruville                                | preußischer Offizier, Historiker und Hochschullehrer                                               | 78    |       |
| 6. Juni  | Moritz Goldschmidt                                | deutscher Schriftsteller und Bankkaufmann                                                          | 68    |       |
| 6. Juni  | Charles Francis Jenkins                           | US-amerikanischer Erfinder eines Filmprojektors                                                    | 66    |       |
| 6. Juni  | Octave Salzard                                    | französischer Turner                                                                               | 63    |       |
| 7. Juni  | Horace Bonser                                     | US-amerikanischer Sportschütze                                                                     | 52    |       |
| 7. Juni  | Nicanor González Méndez                           | chilenischer Maler                                                                                 | 70    |       |
| 7. Juni  | Rudolf Posch                                      | österreichischer Politiker (SDAP), Landtagsabgeordneter                                            | 39    |       |
| 7. Juni  | William Robert Shepherd                           | amerikanischer Historiker                                                                          | 62    |       |
| 7. Juni  | Paul Umlauft                                      | deutscher Komponist                                                                                | 80    |       |
| 8. Juni  | Felix Maria Ghebre Amlak                          | äthiopischer Ordensgeistlicher                                                                     | 38    |       |
| 8. Juni  | Thomas C. Coffin                                  | US-amerikanischer Politiker                                                                        | 46    |       |
| 8. Juni  | Dorothy Dell                                      | US-amerikanische Schauspielerin und Sängerin                                                       | 19    |       |
| 8. Juni  | Carl Krauch senior                                | deutscher Chemiker                                                                                 | 81    |       |
| 8. Juni  | Alberto Pestalozza                                | italienischer Komponist                                                                            |       |       |
| 8. Juni  | Friedrich Wilhelm Karl von Syburg                 | deutscher Diplomat                                                                                 | 79    |       |
| 8. Juni  | Otto Walkhoff                                     | deutscher Zahnarzt, Pionier der Röntgen-Zahndiagnostik                                             | 74    |       |
| 9. Juni  | William Bowie                                     | schottischer Fußballspieler                                                                        | 64    |       |
| 9. Juni  | Daniel Häberle                                    | deutscher Geologe, Paläontologe und Heimatforscher                                                 | 70    |       |
| 9. Juni  | Ján Kvačala                                       | slowakischer evangelisch-lutherischer Theologe, Geistlicher und Hochschullehrer                    | 72    |       |
| 9. Juni  | Paul Seiler                                       | deutscher Bildhauer und Medailleur                                                                 | 60    |       |
| 9. Juni  | Abia Stork                                        | grönländischer Landesrat                                                                           | 65    |       |
| 9. Juni  | Christos Tsountas                                 | griechischer Klassischer Archäologe                                                                |       |       |
| 10. Juni | Plácido de Abreu                                  | portugiesischer Kunstflieger                                                                       | 30    |       |
| 10. Juni | Christian Betsch                                  | deutscher Mathematiker                                                                             | 45    |       |
| 10. Juni | Frederick Delius                                  | britischer Komponist                                                                               | 72    |       |
| 10. Juni | Rudolf Hahn                                       | deutscher Dermatologe und Abgeordneter der Hamburgischen Bürgerschaft                              | 71    |       |
| 10. Juni | Hans Eduard Ryhiner                               | Schweizer Architekt                                                                                | 43    |       |
| 10. Juni | Victor Villiger                                   | Schweizer Chemiker                                                                                 | 65    |       |
| 11. Juni | Otto Brill                                        | deutscher Rechtsanwalt und Landtagsabgeordneter                                                    | 50    |       |
| 11. Juni | Therese Danner                                    | deutsche Kunstmäzenin und Gründerin der Danner-Stiftung                                            | 72    |       |
| 11. Juni | Georg Groddeck                                    | deutscher Psychosomatiker und Schriftsteller                                                       | 67    |       |
| 11. Juni | Karl Reimers                                      | deutscher evangelisch-lutherischer Theologe und Publizist                                          | 62    |       |
| 11. Juni | Lew Semjonowitsch Wygotski                        | sowjetischer Psychologe                                                                            | 37    |       |
| 12. Juni | Lukas Memken                                      | deutscher Bildhauer                                                                                |       |       |
| 12. Juni | Richard Wellmann                                  | preußischer Generalleutnant im Ersten Weltkrieg                                                    | 74    |       |
| 12. Juni | Enid Yandell                                      | US-amerikanische Bildhauerin                                                                       | 64    |       |
| 13. Juni | Syd Crabtree                                      | britischer Motorradrennfahrer                                                                      |       |       |
| 13. Juni | Theodor Däubler                                   | deutscher Schriftsteller                                                                           | 57    |       |
| 13. Juni | Chuck Gardiner                                    | kanadischer Eishockeyspieler                                                                       | 29    |       |
| 13. Juni | Rudolf Zapfe                                      | deutscher Architekt und Bauunternehmer                                                             | 73    |       |
| 14. Juni | Caroline Finaly                                   | österreich-ungarische Sängerin und Schauspielerin                                                  | 84    |       |
| 14. Juni | John Gray                                         | britischer Autor und katholischer Priester                                                         | 68    |       |
| 14. Juni | Richard Hüttig                                    | deutscher Widerstandskämpfer                                                                       | 26    |       |
| 14. Juni | Hans Sauer                                        | deutscher Politiker (NSDAP), MdR                                                                   | 39    |       |
| 14. Juni | Max Wilberg                                       | deutscher Pädagoge, Numismatiker, Heimatkundler und Genealoge                                      | 65    |       |
| 15. Juni | Alfred Bruneau                                    | französischer Komponist und Musikkritiker                                                          | 77    |       |
| 15. Juni | Bronisław Pieracki                                | polnischer Politiker, Mitglied des Sejm und Offizier                                               | 39    |       |
| 15. Juni | Paul Erich Wandhoff                               | deutscher Hochschullehrer, Professor für Markscheidewesen und Geodäsie                             | 54    |       |
| 17. Juni | Samuel S. Arentz                                  | US-amerikanischer Politiker                                                                        | 55    |       |
| 17. Juni | Thilo von Bose                                    | preußischer Offizier und Autor                                                                     | 54    |       |
| 17. Juni | Anton Kraabel                                     | US-amerikanischer Politiker                                                                        | 71    |       |
| 18. Juni | Emil Bartels                                      | deutscher Finanzbeamter, Bankier und zweiter Präsident des Deutschen Tennis Bundes                 | 61    |       |
| 18. Juni | George M. Brown                                   | US-amerikanischer Jurist und Politiker                                                             | 70    |       |
| 18. Juni | Jules Derkovits                                   | ungarischer Maler und Grafiker                                                                     | 40    |       |
| 18. Juni | Arthur Surridge Hunt                              | britischer Papyrologe                                                                              | 63    |       |
| 18. Juni | Arnold Keller                                     | Schweizer Militär                                                                                  | 92    |       |
| 18. Juni | Carl Küstner                                      | deutscher Maler und Kunstprofessor                                                                 | 72    |       |
| 18. Juni | Ernest L. Parker                                  | US-amerikanischer Politiker                                                                        | 69    |       |
| 18. Juni | Ivar Svensson                                     | schwedischer Fußballspieler                                                                        | 40    |       |
| 18. Juni | Arthur Wellesley, 4. Duke of Wellington           | britischer Adliger                                                                                 | 85    |       |
| 18. Juni | Konrad Zindler                                    | österreichischer Mathematiker                                                                      | 67    |       |
| 19. Juni | Viktor Mataja                                     | österreichischer Volkswirtschaftler und Sozialpolitiker                                            | 76    |       |
| 20. Juni | Pauline Hautz                                     | österreichische Politikerin (SDAP), Landtagsabgeordnete                                            | 54    |       |
| 20. Juni | August Schmekel                                   | deutscher Altphilologe, Philosophiehistoriker und Hochschullehrer                                  | 76    |       |
| 20. Juni | Eduard von Weber                                  | deutscher Mathematiker                                                                             | 64    |       |
| 21. Juni | Albert Haasemann                                  | deutscher Ingenieur und Unternehmer                                                                | 83    |       |
| 21. Juni | Thorne Smith                                      | US-amerikanischer Schriftsteller                                                                   | 42    |       |
| 22. Juni | Erich Everth                                      | deutscher Zeitungswissenschaftler, Kunsthistoriker und Journalist                                  | 55    |       |
| 22. Juni | Friedrich Winkelmann                              | deutscher Gutsbesitzer, Historiker und Archäologe                                                  | 81    |       |
| 24. Juni | Dirk Agena                                        | deutscher Jurist, Landwirt und Politiker (DNVP), MdR                                               | 45    |       |
| 24. Juni | Franz Eibel                                       | österreichischer katholischer Geistlicher                                                          |       |       |
| 24. Juni | Charles Spalding Thomas                           | US-amerikanischer Politiker                                                                        | 84    |       |
| 25. Juni | Heinrich Dunkelberg                               | deutscher Kommunalpolitiker und Senator in Hannover                                                | 78    |       |
| 25. Juni | Kee Groot                                         | niederländische Lehrerin und Frauenrechtlerin                                                      | 65    |       |
| 25. Juni | Wilhelm Wiget                                     | Schweizer Philologe                                                                                | 49    |       |
| 26. Juni | Ali Asghar Borujerdi                              | iranischer Serienmörder                                                                            |       |       |
| 26. Juni | Nathaniel Lord Britton                            | US-amerikanischer Geologe und Botaniker                                                            | 75    |       |
| 26. Juni | Alfred Hagens                                     | Senatspräsident beim Reichsgericht und Vorsitzender des Staatsgerichtshofs zum Schutz der Republik | 78    |       |
| 26. Juni | Max Pallenberg                                    | österreichischer Sänger (Bariton), Schauspieler und Komiker                                        | 56    |       |
| 26. Juni | Karl Roll                                         | österreichischer Jurist und Numismatiker                                                           | 83    |       |
| 26. Juni | Jakob Johannes Sederholm                          | finnischer Petrologe, Geologe und Politiker, Mitglied des Reichstags                               | 70    |       |
| 27. Juni | Francesco Buhagiar                                | maltesischer Premierminister                                                                       | 57    |       |
| 27. Juni | Max Ralph-Ostermann                               | deutscher Theater- und Filmschauspieler                                                            | 52    |       |
| 28. Juni | Jules Destrooper                                  | belgischer Bäcker und Hoflieferant                                                                 | 77    |       |
| 28. Juni | Erich Hirth                                       | deutscher Motorradrennfahrer                                                                       |       |       |
| 29. Juni | Francesco Gerbaldi                                | italienischer Mathematiker                                                                         | 75    |       |
| 29. Juni | Adolf Kašpar                                      | tschechischer Maler und Illustrator                                                                | 56    |       |
| 29. Juni | Sidney C. Roach                                   | US-amerikanischer Politiker                                                                        | 57    |       |
| 29. Juni | Zaro Ağa                                          | türkischer Altersrekordler                                                                         |       |       |
| 30. Juni | Wilhelm Aletter                                   | deutscher Pianist und Komponist                                                                    | 67    |       |
| 30. Juni | Herbert von Bose                                  | deutscher Oberregierungsrat und politischer Referent                                               | 41    |       |
| 30. Juni | Karl Ernst                                        | deutscher SA-Gruppenführer und Politiker (NSDAP), MdR                                              | 29    |       |
| 30. Juni | Gustav Fink                                       | deutscher SS-Mann                                                                                  | 30    |       |
| 30. Juni | William Conyngham Greene                          | britischer Botschafter                                                                             | 79    |       |
| 30. Juni | Hans Hayn                                         | deutscher Politiker (NSDAP), MdR und SA-Führer                                                     | 37    |       |
| 30. Juni | Edmund Heines                                     | deutscher SA-Führer und Politiker (NSDAP), MdR                                                     | 36    |       |
| 30. Juni | Peter von Heydebreck                              | deutscher Offizier, Freikorps- und SA-Führer, Politiker (NSDAP), MdR                               | 44    |       |
| 30. Juni | Joachim Hoffmann                                  | deutscher SS-Führer und Gestapo-Mitarbeiter                                                        | 29    |       |
| 30. Juni | Edgar Julius Jung                                 | deutscher Politiker                                                                                | 40    |       |
| 30. Juni | Gustav von Kahr                                   | deutscher Politiker und bayerischer parteiloser Ministerpräsident                                  | 71    |       |
| 30. Juni | Kuno Kamphausen                                   | deutscher Architekt und NS-Opfer                                                                   | 33    |       |
| 30. Juni | Eugen von Kessel                                  | deutscher Offizier und Leiter eines privaten Nachrichtenbüros                                      | 43    |       |
| 30. Juni | Erich Klausener                                   | deutscher Jurist, Vertreter des deutschen politischen Katholizismus und Staatsbeamter              | 49    |       |
| 30. Juni | Fritz von Kraußer                                 | deutscher Offizier, Politiker (NSDAP), MdR und SA-Führer                                           | 46    |       |
| 30. Juni | Fritz Pleines                                     | deutscher SS-Mann und KZ-Kommandant                                                                | 27    |       |
| 30. Juni | Elisabeth von Schleicher                          | Ehefrau des deutschen Reichskanzlers und Generals Kurt von Schleicher                              | 40    |       |
| 30. Juni | Kurt von Schleicher                               | deutscher Offizier, Reichskanzler der Weimarer Republik (1932–1933)                                | 52    |       |
| 30. Juni | Wilhelm Schmid                                    | deutscher Politiker (NSDAP), MdR und SA-Führer                                                     | 45    |       |
| 30. Juni | Wilhelm Eduard Schmid                             | deutscher Musikkritiker und Lyriker                                                                | 41    |       |
| 30. Juni | August Schneidhuber                               | deutscher Politiker (NSDAP), MdR, SA-Führer und Polizeipräsident                                   | 47    |       |
| 30. Juni | Charles Spencer-Churchill, 9. Duke of Marlborough | britischer Peer und Politiker                                                                      | 62    |       |
| 30. Juni | Hans Erwin von Spreti-Weilbach                    | deutsches Mitglied der NSDAP und der SA                                                            | 25    |       |
| 30. Juni | Gregor Strasser                                   | deutscher Politiker (NSDAP), MdR                                                                   | 42    |       |
| 30. Juni | Eberhard von Wechmar                              | deutscher Gutsbesitzer und beim „Röhm-Putsch“ ermordeter SA-Führer                                 | 36    |       |